# ヤマエ久野
ヤマエ久野株式会社（ヤマエひさの、英: YAMAEHISANO Co.,Ltd.）は、福岡県福岡市博多区に本社を置く食品商社。2021年10月1日にヤマエグループホールディングス株式会社（英: YAMAE GROUP HOLDINGS CO.,LTD.）を設立し、持株会社体制に移行した。
本項目では持株会社であるヤマエグループホールディングス株式会社についても扱う。

## 概要
宮崎に創業したヤマエ商事と博多の久野食糧の統合によりヤマエ久野が誕生した。
事業内容はグループ全体で、食品、飼料、青果、精肉、加工食品、酒類、及びそれらの運送、その車の燃料、その車を貸すレンタカー、倉庫業など多岐にわたる。
セブン-イレブン九州進出の際は、旧 福岡相互銀行（のちの福岡シティ銀行、現・西日本シティ銀行）と共同で招致を行ったことで、セブンイレブン九州地区の流通の主軸である。また納品だけではなく、セブンイレブン用のデリカ製造も行っている。
九州地区のロイヤルホスト、ジョイフルなどの外食産業も主な取引先である。
九州地場企業としては、トヨタ自動車九州などとともに、売上高上位の一角を占める。

## 沿革
- 1947年 - 第一農産興業株式会社設立。
- 1950年4月27日 - 合資会社小林江夏商店と合併し、株式会社江夏商店に社名変更。
- 1955年 - 江夏商事株式会社に社名変更。
- 1966年 - ヤマエ商事株式会社に社名変更。
- 1968年 - ヤマエ商事、福岡へ本社移転。
- 1969年 - 久野食糧株式会社と合併し、現社名に変更。
- 1974年10月 - 福岡証券取引所上場。
- 2012年 - 株式会社大和食品の株式を取得し子会社とする。マルゼン商事株式会社の株式を取得し子会社とする（現・連結子会社）。
- 2013年 - 株式会社宝友とシンセイ酒類株式会社が合併し、シンセイ酒類株式会社は解散。
- 2014年 - 株式会社サンエー21とエコーフーズ株式会社が合併し、エコーフーズ株式会社は解散。
- 2015年 - 株式会社中九食品と株式会社大和食品が合併し、株式会社大和食品は解散。
- 2016年 - いんま商事株式会社の株式を取得し子会社とする（現・連結子会社）。
- 2017年
  - 株式会社デリカフレンズおよび株式会社惣和ならびに双葉産業株式会社は、経営統合により共同持株会社であるデリカSFホールディングス株式会社を設立。
  - みのりホールディングス株式会社の株式を取得し、同社およびその子会社である株式会社河内屋（現：株式会社河内屋ジェノス）、フィット株式会社、株式会社東京フィット、株式会社国立フィット、株式会社アール・エヌ・エス、ジェノスグループ株式会社、株式会社宇佐見商店を子会社とする（現・連結子会社）。
  - 株式会社春日やの株式を取得し子会社とする。
- 2018年 - 株式会社日装建、株式会社TATSUMIの株式を取得し子会社とする。Original Japan s.r.l.、YLO株式会社を設立。
- 2019年 - HVCホールディングス株式会社の株式を取得し、同社およびその子会社であるハイビック株式会社を子会社とする。
- 2020年
  - 3月 - 東京証券取引所1部市場へ上場[8]。
  - 株式会社鹿島技研の株式を取得し子会社とする。日装ビルド株式会社を設立。
- 2021年
  - 株式会社栄住産業の株式を取得し、同社およびその子会社である西本建設工業株式会社を子会社とする。
  - 10月1日 - 持株会社として、「ヤマエグループホールティングス」を設立し、同日、同社が東京証券取引所1部及び福岡証券取引所に上場した[9][10][11][12][13][14][5][15]。
- 2022年8月 - 日本ピザハット・コーポレーション株式会社の株式を取得し、同社およびその子会社である日本ピザハット株式会社、ピザハット・エージェンシー株式会社、フェニックス・フーズ株式会社を子会社とする[16]。

## 連結子会社
- ヤマエ久野株式会社
- 高千穂酒造株式会社
- 高千穂倉庫運輸株式会社
- ヤマエ石油株式会社
- 株式会社リンネット
- 株式会社ワイテック
- ヤマエレンタリース株式会社
- 株式会社カクヤマ
- 株式会社サンエー21
- いんま商事株式会社
- 株式会社オトスイ
- デリカSFホールディングス株式会社
  - 株式会社デリカフレンズ
  - 株式会社惣和
  - 双葉産業株式会社
- みのりホールディングス株式会社
  - 株式会社河内屋ジェノス
  - フィット株式会社
- 株式会社春日や
- 株式会社日装建
- 株式会社TATSUMI
- YLO株式会社
- HVCホールディングス株式会社
  - ハイビック株式会社
- 株式会社鹿島技研
- 日装ビルド株式会社
- 株式会社栄住産業
  - 西本建設工業株式会社
- 株式会社カネシメイチ
- 日本ピザハット・コーポレーション株式会社
  - 日本ピザハット株式会社
  - ピザハット・エージェンシー株式会社
  - フェニックス・フーズ株式会社
- ORIGINAL JAPAN S.R.L.

## 過去の関連会社
- 株式会社大和食品（2015年解散）
- 鹿児島リカーフーズ株式会社（2016年解散）
- 株式会社東京フィット（2019年フィット株式会社に吸収合併）
- 株式会社国立フィット（2019年フィット株式会社に吸収合併）
- 株式会社宇佐見商店（2020年ジェノスグループ株式会社に吸収合併）
- ジェノスグループ株式会社（2020年株式会社河内屋に吸収合併）
- 株式会社アール・エヌ・エス（2021年みのりホールディングスに吸収合併）